# Julia Fritz-Steuber
Julia Fritz-Steuber (* 19. April 1967 in Freiburg im Breisgau) ist eine deutsche Mikrobiologin und Hochschullehrerin an der Universität Hohenheim (UH).

## Leben und Wirken
Julia Steuber studierte Biologie an der Universität Konstanz, wo sie 1996 im Fach Mikrobiologie promovierte. Es folgte die wissenschaftliche Tätigkeit an der ETH Zürich (1996–2004) und der Ruf als Assistenzprofessorin an die Universität Zürich mit Habilitation im Fach Mikrobiologie 2008. Im Jahr 2009 wurde Fritz-Steuber an die Fakultät Naturwissenschaften der Universität Hohenheim auf den Lehrstuhl Mikrobiologie berufen.

## Hauptforschungsgebiete
Julia Fritz-Steuber ist Leiterin des Fachgebietes „Zelluläre Mikrobiologie“ am Institut für Biologie der Universität Hohenheim. Zu ihren Forschungsschwerpunkten gehören Grundlagenforschung zu Virulenz und Energiestoffwechsel in Mikroorganismen, insbesondere in dem Cholera-Erreger Vibrio cholerae, aber auch – in Kooperation mit der Fakultät Agrarwissenschaften – in typischen Bakterien des Pansens.

## Mitgliedschaften (Auswahl)
In der akademischen Selbstverwaltung Hohenheims engagiert sich Fritz-Steuber in der Senatskommission Qualitätsmanagement, als Mitglied von Berufungskommissionen aller drei Fakultäten und als Mitglied der Studienkommission zur Vergabe von QSM-Mitteln. 
Seit 2018 ist Fritz-Steuber Hohenheimer Prorektorin für Forschung mit Wiederwahl 2023. SFritz-Steuber war Präsidentin der Chemischen Gesellschaft Zürich (2006) und Vorstandsmitglied der Empiris Foundation Brain Diseases (2005–2008). Seit 2021 ist Fritz-Steuber Vorstandsmitglied im Beirat der Vereinigung für Allgemeine und Angewandte Mikrobiologie (VAAM).

## Publikationen (Auswahl)
- Fast IMAC purification of non-tagged S100A8/A9 (calprotectin) from Homo sapiens and Sus scrofa, Jann-Louis Hau, Hannes Kremser, Sabrina Knogl-Tritschler et al. 2023
- The low mutational flexibility of the EPSP synthase in Bacillus subtilis is due to a higher demand for shikimate pathway intermediates, Inge Schwedt, Kerstin Schöne, Maike Eckert et al. 2023
- A shift towards succinate-producing Prevotella in the ruminal microbiome challenged with monensin Andrej Trautmann, Lena Schleicher, Ariane Koch et al. 2022
- Fast fragment- and compound-screening pipeline at the Swiss Light Source Jakub W. Kaminski, Laura Vera, Dennis P. Stegmann et al. 2022
- A sodium-translocating module linking succinate production to formation of a membrane potential in Prevotella bryantii, Lena Schleicher, Andrej Trautmann, Dennis Stegmann et al. 2021
- Central carbon metabolism, sodium-motive electron transfer, and ammonium formation by the vaginal pathogen Prevotella bivia, Lena Schleicher, Sebastian Herdan, Günter Fritz et al. 2021
- Comparative electricity generation by two locally produced corncob pyrochar electrodes and graphite using microbial fuel cell technology, Musa Bishir, Marium Tariq, Dominik Wüst et al. 2021